# El Peñón (Ngäbe-Buglé)
El Peñón es un corregimiento del distrito de Ñürüm, en la comarca Ngäbe-Buglé, República de Panamá. Su creación fue establecida mediante Ley 31 del 10 de mayo de 2012, siendo segregado del corregimiento de Agua de Salud. Su cabecera es El Peñón.